# Стаффорд Рейнджерс
«Стаффорд Рейнджерс» — английский футбольный клуб из города Стаффорд, Стаффордшир, Западный Мидленд. По разным данным основан в 1876 или 1877 году. Домашние матчи проводит на стадионе «Марстон Роуд». В настоящий момент выступает в Северной Конференции, шестом по значимости футбольном турнире Англии.

## История
Футбольный клуб основан по разным данным в 1876 или 1877 году, точную дату основания невозможно установить в связи с утратой документов во времена Первой мировой войны. 
В период конца XIX века «Стаффорд Рейнджерс» выступал в Шропширской лиге, Бирмингемской лиге и Лиге Северного Стаффордшира. В сезоне 1900/01 команда вернулась в Бирмингемскую лигу, где выступала вплоть до начала Второй мировой войны. «Стаффорд Рейнджерс» выиграл титул чемпиона Бирмингемской лиги в сезоне 1926/27, и дважды занимал второе место в сезонах 1928/29 и 1929/30. В 1939 году после начала Второй мировой войны команда была распущена.
После окончания Второй мировой войны «Стаффорд Рейнджерс» был воссоздан и начал выступление в турнире для бирмингемских команд Birmingham Combination. Спустя 6 сезонов команда стала принимать участие в Cheshire County League, став чемпионом которой в сезоне 1967/68 заслужила место в Северной Премьер-Лиге. 
В сезоне 1971/72 «Стаффорд Рейнджерс» сделал требл, выиграв сразу Северную Премьер-Лигу, Кубок Стаффордшира и Трофей Футбольной ассоциации. Несмотря на победу в чемпионате клуб не смог войти в состав участников Английской футбольной лиги и продолжил выступление в Северной Премьер-Лиге.
В 1979 году «Стаффорд Рейнджерс» во второй раз выиграл Трофей Футбольной ассоциации, после чего принял участие в Alliance Premier League. Вылетев из нее спустя 4 года, клуб еще несколько лет провел в Северной Премьер-Лиге, которую вновь выиграл в сезоне 1984/85. С сезона 1985/86 «Стаффорд Рейнджерс» вновь начал выступать в Alliance Premier League. 
В конце 80-х и начале 90-х годов клуб боролся за победу в Северной конференции, однако, сменив 6 главных тренеров за 7 лет так и не добился успеха. 
В сезоне 1994/95 «Стаффорд Рейнджерс» вылетел из Северной конференции в первый дивизион Южной лиги. Спустя еще один сезон клуб вновь спустился на еще один дивизион ниже - в Southern League Midland Division.
В начале XXI века «Стаффорд Рейнджерс» еще несколько раз играл в разных региональных лигах Англии.
С сезона 2004/05 клуб выступает в Северной Конференции, шестом по значимости футбольном турнире Англии. 

## Текущий состав
По данным портала Transfermarkt на август 2024 года стоимость состава «Стаффорд Рейнджерс» оценивается в 75 тыс. евро.
| Игрок             | Страна                                   | Позиция      |
| Кэмерон Белфорд   | Флаг Англии                              | Вратарь      |
| Джеймс О'Нейлл    | Флаг Англии                              | Защитник     |
| Бен Хоккенхалл    | Флаг Англии                              | Защитник     |
| Дерек Убах        | Флаг Англии                              | Защитник     |
| Йон Моран         | Флаг Англии · Флаг Нигерии               | Защитник     |
| Бен О'Хэнлон      | Флаг Англии                              | Защитник     |
| Эндрю Бёрнс       | Флаг Ирландии · Флаг Англии              | Защитник     |
| Дилан Баркерс     | Флаг Англии · Флаг Нидерландов           | Полузащитник |
| Том Сполдинг      | Флаг Англии                              | Полузащитник |
| Каспар Хьюз       | Флаг Англии                              | Полузащитник |
| Джеймс Маккуилкин | Флаг Англии · Флаг Северной Ирландии     | Полузащитник |
| Тео Найт          | Флаг Англии                              | Полузащитник |
| Диего Макганн     | Флаг Северной Ирландии · Флаг Коста-Рики | Полузащитник |
| Шон Кук           | Флаг Англии                              | Нападающий   |
| Эй Джей Литч-Смит | Флаг Англии                              | Нападающий   |
| Дэн Кокерлайн     | Флаг Англии                              | Нападающий   |
| Лука Уитни        | Флаг Англии                              | Нападающий   |
| Аарон Опоку       | Флаг Ганы                                | Нападающий   |

## Стадион
«Стаффорд Рейнджерс» проводит домашние игры на стадионе Марстон Роуд (англ. Marston Road) в городе Стаффорд. Стадион был открыт в 1896 году, и дважды обновлялся - в 1946 и 2007 году. Текущая вместимость стадиона - 3 000 зрителей.